# Wakko's Wish
Wakko's Wish är en animerad film från 1999, producerad av Steven Spielberg. Filmen producerades direkt till videomarknaden och gavs ut på vhs i USA den 21 december 1999. Filmen är baserad på TV-serien Animaniacs.

## Rollista
| Rob Paulsen       | – Yakko Warner, Dr. Otto Scratchensniff, Pinky |
| Jess Harnell      | – Wakko Warner                                 |
| Tress MacNeille   | – Dot Warner, Hello Nurse                      |
| Maurice LaMarche  | – The Brain                                    |
| Sherri Stoner     | – Slappy Squirrel                              |
| Nathan Ruegger    | – Skippy Squirrel                              |
| Nancy Cartwright  | – Mindy                                        |
| Frank Welker      | – Baron Thaddeus von Plotz III                 |
| Chick Vennera     | – Pesto                                        |
| John Mariano      | – Bobby                                        |
| Bernadette Peters | – Rita                                         |
| Paxton Whitehead  | – King Salazar                                 |
| Ben Stein         | – Desire Fulfillment Facilitator               |
| Jeff Bennett      | – Captain of the Guard                         |
| Paul Rugg         | – Mr. Director                                 |